# Осока войлочная
Осо́ка во́йлочная, или Осо́ка шерсти́стая (лат. Carex tomentosa), — травянистое растение рода Осока (Carex), семейства Осоковые (Cyperaceae).

## Ботаническое описание

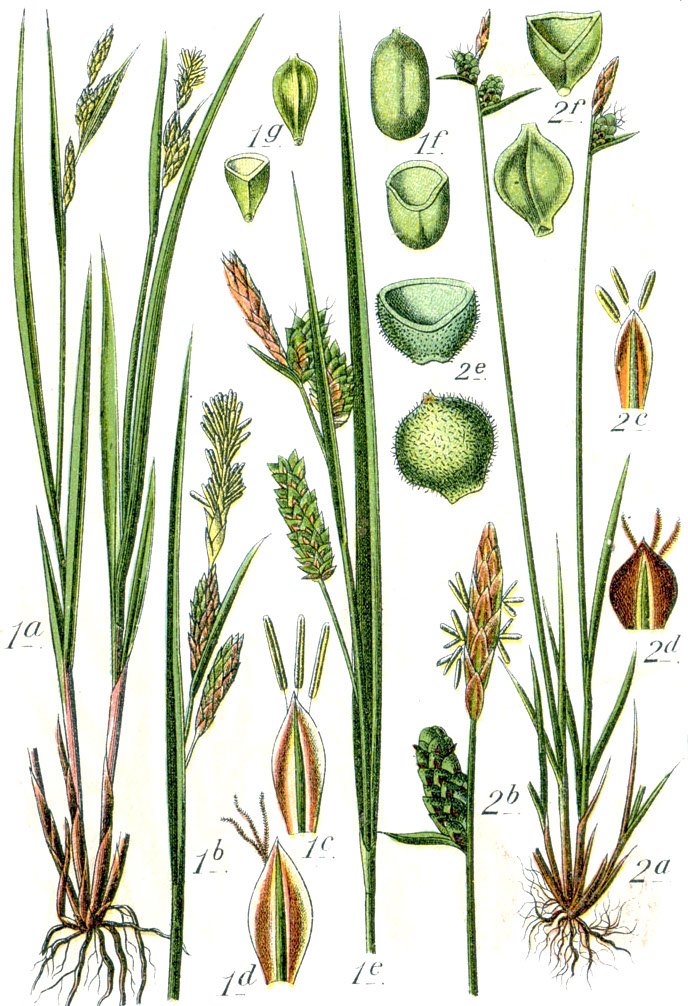
Carex tomentosa (2).

Серо-зелёное растение с ползучим дернистым корневищем, дающее длинные и тонкие побеги.
Стебли тонкие, кверху шероховатые, 15—35 см высотой, у основания одетые пурпурово-бурыми и пурпуровыми безлистными влагалищами.
Листья плоские или полусвёрнутые (на нижнюю сторону), 1,5—3 мм шириной, коротко трёхгранно-заострённые, короче стебля.
Верхний колосок тычиночный, булавовидно-цилиндрический, 1—2,5 см длиной, со светло-ржавыми притуплёнными чешуями; остальные (1)2—3(4—6) — пестичные, большей частью немногоцветковые и короткие, яйцевидные или коротко-цилиндрические, 0,6—1,5 см длиной, густые, почти сидячие, реже нижний на короткой (до 1 см) ножке, прямые. Чешуи пестичных колосков яйцевидные, шиповато-заострённые, ржаво-бурые и бурые, со светлой серединой, по краю узко перепончатые, с неясными жилками, большей частью короче мешочка. Мешочки почти округлые в поперечном сечении, широкообратнояйцевидные, 2 мм длиной, тонкокожистые, серовато-зелёные, позже буроватые, с очень густыми щетинковидными волосками, без носика, наверху с выемкой. Нижний кроющий лист без влагалища, линейный, большей частью короче соцветия.
Плодоносит в мае.
Число хромосом 2n=48.
Вид описан из Австрии.

## Распространение
Северная (юг), Центральная и Южная (север) Европа; Прибалтика: Эстония; Европейская часть России: юг Ленинградской области, Ярославская область, Волжско-Камский район, Волжско-Донской район, Заволжье, низовье Дона; Беларусь: Гомельская область; Украина: Карпаты, Крым, средняя часть бассейна Днепра; Молдова; Кавказ; Западная Сибирь: верховье Тобола, бассейн Иртыша, Алтай; Восточная Сибирь: верховье Нижней Тунгуски, бассейн Вилюя и верхнего тесения Лены, запад и восток Ангаро-Саянского района, запад Даурии; Средняя Азия: Мугоджары; Западная Азия: Турция, Северный Иран; Центральная Азия: Северная Монголия.
Растёт на луговых и степных склонах, остепнённых лугах, в разреженных лесах, среди кустарников; на равнине и в лесном поясе гор.